# Adolfo Saguier
Adolfo Saguier Viana (Luque, Paraguay; 1832-1902) fue un político, militar y vicepresidente del Paraguay entre 1878 y 1880 con Cándido Bareiro como presidente.
En la Guerra de la Triple Alianza fue Capitán de Artillería, fue hecho prisionero y sometido a torturas por los aliados.
Luego de la inesperada muerte de Bareiro, el 4 de septiembre de 1880, Saguier debió haber asumido como presidente interino pero no pudo ejercer el cargo debido a que fue derrocado el mismo día en un golpe de Estado organizado por Bernardino Caballero. 
Fundador del Centro Democrático en 1887, más tarde llamado Partido Liberal, también ejerció la titularidad del Ministerio de Hacienda en el gobierno de Juan Bautista Gill, y la de Justicia, Culto e Instrucción Pública, en la Presidencia de Higinio Uriarte.
Adolfo Saguier se une en matrimonio con Hilariona Insfran nacida en Luque, que de este union solo nació un descendiente, llamado Elias Leopoldo Saguier Insfran.
Descendiente por vía materna de Fernando de la Mora, prócer de la independencia nacional, según el historiador Paul H. Lewis. 